# Редута
„Редута“ е градска зона в София, България.
Наименованието „Редута“ се използва широко, макар зоната да не е сред кварталите в официалната адресна номенклатура на Столична община – в нея тя съответства на източната част на квартал „Подуяне“, попадаща в границите на район „Слатина“.
„Редута“ се намира на 3,2 километра източно от центъра на града. На запад граничи с останалата част от квартал „Подуяне“, на юг – с квартал „Гео Милев“ и парка „Гео Милев“, на север – с ж.к. „Сухата река“ и зоната на гара „Подуяне“ и на изток с ж.к. „Христо Смирненски“.

## История
Името на квартала произлиза от турската „табия“, укрепен форт с батарея, строен след Кримската война 1856 г. за отбрана на София. Първоначалното име на квартала е Слатински редут. В началото на ХХ век е представлявал обширен хълм с много ливади. Скоро обаче е започнал да се заселва с хора и е бил обявен за квартал. Известно време е служел и като военен форт. Под квартала е построен огромен бункер, който се е използвал за последно при бомбардировките през Втората световна война. По-късно Редута се разраства вследствие на построяването на многобройни блокове.

## Съвремие
Има голям супермаркет, няколко по-малки магазина и читалище с богата библиотека. Има и две училища – Техникум по автотранспорт „Дж. А. Макгахан“ и 23 СОУ „Фредерик Жолио-Кюри“, и две детски градини, едната от които е с басейн и изучаване на английски език. Връзка с централната част на София се осъществява чрез 4 автобусни линии номера 9, 72, 305 и 413. Спирките се намират до тези на трамваи с номера 20 и 22.

## Известни личности
В квартала е роден футболистът Георги Аспарухов – Гунди. Както и певецът и музикант Георги Минчев.